# حياتي (فلم)
حياتي هو فيلم دراما مصري من إخراج محمد الجدي وبطولة حسن يوسف، نجلاء فتحي، نجوى فؤاد وعماد حمدي. صدر الفيلم في 27 يوليو 1970.

## نبذه
يعيش أحمد مع أسرته، ولكنه يواجه العديد من المشاكل مع والده حيث أنه قاسي ويريد إجباره على دراسة الهندسة رغمًا عنه، يقع أحمد بحب جارته وزميلته (منى) ولكن أبيه يقف عقبة في سبيل زواجهما، ويدبر لهم مكيدة ليفرق بينهما.

## طاقم العمل
- حسن يوسف بدور أحمد عباس
- نجلاء فتحي بدور منى حسن
- نجوى فؤاد بدور ناهد
- عماد حمدي بدور فهمي بيه
- محمد توفيق بدور عباس والد أحمد
- آمال زايد بدور نبوية أم أحمد